# Wyoming
Wyoming [vajóming-] je zvezna država na zahodu ZDA. Glavno in največje mesto je Cheyenne. Med zveznimi državami ima najmanjšo gostoto prebivalstva.

## Zgodovina
ZDA so ozemlje današnjega Wyominga pridobile od Francije kot del Louisianskega nakupa leta 1803. Wyoming je postal zvezna država 10. julija 1890.
Traper John Colter je bil prvi beli raziskovalec pokrajine in je leta 1807 raziskal območje Yellowstona ter poročal o gejzirjih, ki jih je tam našel. Leta 1834 je bila zgrajena prva stalna trgovska postojanka, Fort Laramie. Kasneje, leta 1849, je Fort Laramie postala vojaška postojanka, danes pa je zgodovinska znamenitost. 

## Geografija
Wyoming je deseta največja država v ZDA in meji na Montano, Idaho, Utah, Kolorado, Nebrasko in Južno Dakoto. Na zahodu države je Skalno gorovje, vzhodni del države pa je široka, suha ravnina. V Wyomingu je znameniti narodni park Yellowstone, najstarejši narodni park na svetu.
Gannett Peak je s 4207 metri nadmorske višine najvišja točka v državi.

## Demografija
Wyoming ima od vseh zveznih držav najmanjšo gostoto prebivalstva. Država je bila prva v ZDA, ki je podelila ženskam volilno pravico.

## Gospodarstvo
Rudarjenje, predvsem črpanje zemeljskega plina in nafte, je najpomembnejša gospodarska dejavnost. Pomembno je pridelovanje volne in mesa, žita, ovsa, sladkorne pese, koruze in ječmena.

## Drugo
V čast zvezne države so poimenovali tri vojaška plovila vojne mornarice ZDA USS Wyoming.